# Sue Grafton
Sue Grafton (Louisville, Kentucky, 24 april 1940 – Santa Barbara, Californië, 28 december 2017) was een Amerikaanse schrijfster. Ze is bekend van de alfabetreeks: een reeks detectiveromans rond de vrouwelijke speurder Kinsey Millhone.

## Biografie
Sue Grafton werd geboren in Louisville (Kentucky) als dochter van schrijver C.W. Grafton en Vivian Harnsberger. Ze studeerde Engelse literatuur aan de universiteit van Louisville. Eind jaren zestig publiceerde ze twee niet zo succesvolle romans. Daarna legde ze zich jarenlang samen met haar echtgenoot Stephen Humphrey toe op het maken van tv-scenario's.

## Alfabetreeks
In 1982 verscheen A Is for Alibi (A van alibi), haar eerste roman over de vrouwelijke privédetective Kinsey Millhone. Deze verhalen spelen zich af in Santa Teresa, een fictieve stad die gebaseerd is op Santa Barbara (Californië) en reeds voorkwam in de detectiveromans van Ross Macdonald.
Kinsey Millhone werd geboren op 5 mei 1950. Aanvankelijk werkte ze als detective voor een verzekeringsmaatschappij in Santa Teresa. Daarna vestigde ze zich als privéspeurder. Ze woonde in een klein appartement en ging vaak joggen. Zoals ze zelf zei: "Tweemaal gescheiden, geen kinderen, geen huisdieren, geen planten. Ik ben verslaafd aan adrenaline-shots in mijn bloed."